# Transgender Studies Quarterly
TSQ: Transgender Studies Quarterly es una revista académica trimestral revisada por pares sobre estudios transgénero, con énfasis en estudios culturales y humanidades. Se fundó en 2014 y es publicada por la editorial Duke University Press. Es la primera publicación no médica sobre estudios transgénero.
La revista fue fundada por las editoras jefe Susan Stryker (Universidad de Arizona) y Paisley Currah (Brooklyn College y Graduate Center, CUNY). En 2019 se unió al equipo Francisco J. Galarte (Universidad de Arizona).

## Publicaciones
En la introducción del primer número Currah y Stryker afirman que su intención es que la publicación sirva como lugar de encuentro para diferentes ideas dentro del campo de los estudios transgénero, y que la revista englobe múltiples definiciones de la palabra transgénero.
En una entrevista sobre la revista, Stryker afirmó que sentía que había estado trabajando en el primer número desde los años 1990. Fue mientras Stryker y Currah coeditaban un número especial de estudios transgénero de Women's Studies Quarterly en 2008 cuando se dieron cuenta de la necesidad de una publicación dedicada al tema, al recibir más de 200 propuestas para el número especial en el que estaban trabajando, de las cuales solo solo pudieron publicar 12. En mayo de 2013 iniciaron una campaña Kickstarter de un mes de duración para ayudar a financiar la revista. Recibieron más de 10.000 dólares en donaciones en los primeros cinco días, y al final de la campaña, la revista había recibido casi 25.000 dólares en capital financiado colectivamente.
Como la primera convocatoria de artículos despertó un considerable interés, el primer número fue un especial doble que contó con 86 ensayos. El título del primer número, «Postposttranssexual», proviene del artículo de Sandy Stone de 1987 «El Imperio Contraataca: Un Manifiesto Postranssexual», considerado el inicio de los estudios transgénero. Cada ensayo de este número se centró en conceptos clave dentro de los estudios transgénero. 
Cada número de TSQ aborda temas específicos, con la excepción del número de convocatoria abierta sin temática específica publicado el 1 de febrero de 2018. Los temas de números anteriores han incluido cirugías de afirmación de género, la pedagogía, los archivos, el transfeminismo y la interseccionalidad con las personas negras y racializadas.